# ProGuard
ProGuard 是一个开源命令行工具，它可以压缩、優化和混淆Java代码。它能够优化字节码，并检测和删除未使用的指令。ProGuard 是一款免费软件，遵循GNU通用公共许可证第2版。
ProGuard作为Android SDK的一部分发布，并在构建应用程序时在发布模式下运行。
1. ↑  . 2025年3月24日  [2025年3月27日].
2. ↑  . Guardsquare.   [2025-08-13] （英语）.
3. ↑  . Android Developers.   [2025-08-13].